# Język mongo-nkundu
Język mongo-nkundu – język z rodziny bantu, używany w Demokratycznej Republice Konga. Dzieli się na kilka dialektów, uznawanych czasem za osobne języki, m.in.:
- język mongo (lomongo, nkundu)
- język ngando
- język lalia